# (7183) 1991 RE16
(7183) 1991 RE16 (1991 RE16, 1994 DE) — астероїд головного поясу, відкритий 15 вересня 1991 року.
Тіссеранів параметр щодо Юпітера — 3,227.